# 클로타리우스 3세
클로타르 3세(Clothar III, 656년경 - 670년)는 메로빙거 왕조 출신 프랑크 왕국의 군주였다. 아버지 클로비스 2세의 뒤를 이어 즉위하였다. 즉위 당시 클로타르의 나이는 4살이었다. 한동안 노예 출신 모후 바틸드(Bathilde)가 섭정하였다. 그러나 바틸드가 강제로 수녀원에 유폐되면서 그는 궁재들의 세력 다툼에 시달려야 했다.
클로타르 3세의 치세에 느스트리의 궁재 에브로인(Ebroin)과 대주교 레제(Leger) 간에 왕위계승을 둘러싸고 권력투쟁이 발생했다. 그러나 그 역시 후사 없이 사망하면서 뒤는 힐데리히 2세가 계승하게 된다.

## 가계
- 할아버지 : 다고베르트 1세
- 아버지 : 클로비스 2세
- 어머니 : 바틸드 혹은 발데힐디스, 앵글로 색슨의 노예 출신
  - 동생 : 킬데리쿠스 2세
  - 동생 : 테우데리쿠스 3세